# Olasz heraldika
Az olasz heraldika sajátos címertani rendszer Dél-Európában.

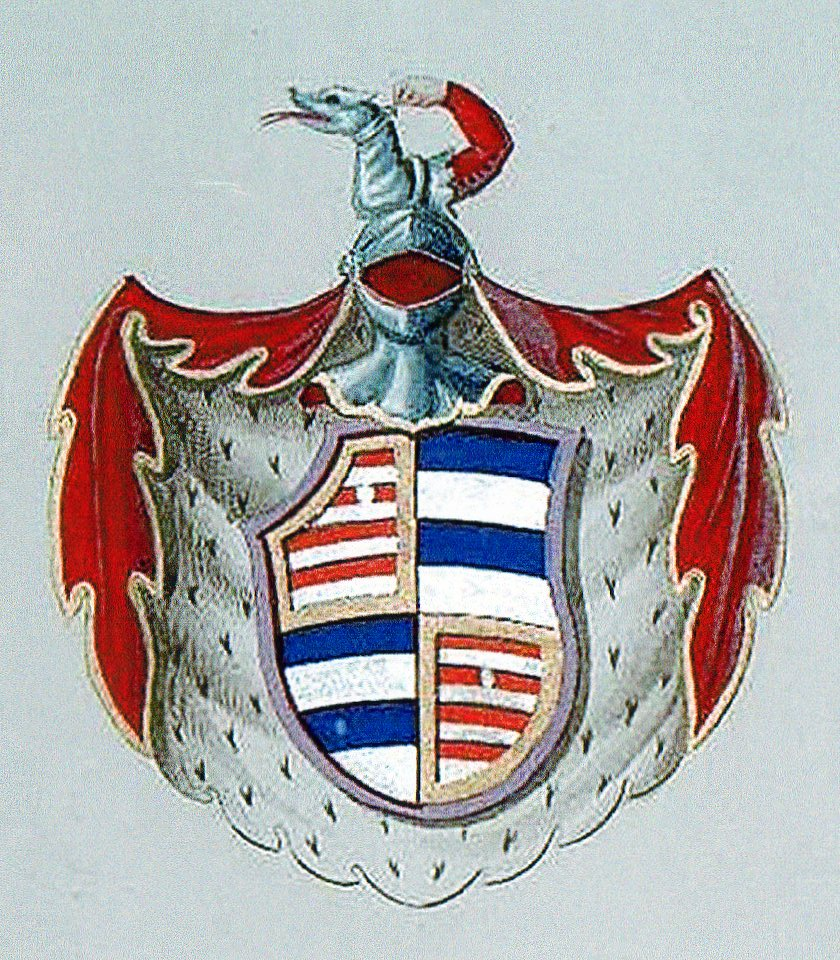

## Az itáliai heraldika fejlődése
Egyes vélemények szerint a heraldika Itáliában a 12. században  jelent meg, a Szicíliát uraló normannok útján. A mai Olaszország területe évszázadokon át számtalan önálló fejedelemségre oszlott. Az 1861-ben egyesített Olasz Királyság kikiáltásáig és a pápai állam 1870-es bekebelezéséig sem létezett semmilyen központi heraldikai szervezet sem. Az itáliai államok különállósága és egymástól eltérő történelmi múltja révén az itáliai heraldikán egyaránt érződik a német, francia, spanyol, osztrák hatás.

## Az itáliai heraldika jellege
Az angol, német vagy spanyol heraldikához képest az itáliai heraldika egyszerűségével tűnik ki. Mivel nem létezett egységes címerhivatal, az itáliai heraldika elkerülte a címerművészetben és -elméletben máshol megnyilvánuló túlburjánzást. A címerek többsége megtartotta a középkori egyszerűséget; sok címer áll egyetlen címerábrából és két borításból.
A külföldi hatás mellett az olasz heraldika fejlődése párhuzamot mutat az itáliai reneszánsszal is, mely az északi stilizáltabb gótikus heraldikai jelleggel szemben több klasszikus és természetes jelképet tartalmaz és így a korabeli festészet és szobrászat eredményeit tükrözi vissza. Kedvelik az ókori jelképeket, a mitológiai alakokat. Ezért az olasz heraldikában számos különös (művészi) sisakdísz és egyéb kompozíció látható. Jellegzetes ábrázolásmód például a fához láncolt oroszlán vagy kutya, a tornyon vagy fán ülő madár, a narancsfa, melyet valódi (természetes arányú) és nem stilizált narancsfaként ábrázolnak túlméretezett gyümölcsökkel és levelekkel, rövid törzzsel, miként az máshol szokásos. Az állatok és növények leggyakrabban természetes színezetűek. Gyakoriak a szőlőfürtök, nád- és páfránykötegek, a fák (tölgy, pálma, olajfa, fenyő, mandula, gesztenye), kitépett helyzetben (hacsak másként nincs megadva a leírásban). Az állatok közül leggyakoribb az oroszlán és a sas, a halak közül pedig a buglio, egy kis tőkehalhoz hasonló halfajta. Sok középkori olasz címerben látható hal mára már kihalt. Gyakoriak az agarak, nyulak, kígyók, nápolyi masztiffok. A gekkó főleg Szicíliában fordul elő. A szarvas és a vadkan az alpesi régiókban valamivel gyakoribb, mint máshol.
A képzeletbeli lények ritkák az itáliai heraldikában. Ezek főleg néhány sárkányra, tengeri lóra (hippocampus) és a ritka egyszarvúra korlátozódnak. Gyakoriak az emberek, karok, melyek fegyvert tartanak. A spanyol heraldikához hasonlóan megtalálható a levágott turbános mórfej. A címerképek közül leggyakoribbak a hatágú csillagok (mint a magyar heraldikában) és az üstökösök. (Ha a csillag nem hatágú, külön megemlítik a címerleírásban.) Gyakoriak a különféle építészeti elemek. A tornyok, várak és templomok általában szintén természetes színűek. A halmok az európai gyakorlattól eltérően több (általában három vagy öt) felfelé megnyúlt kis félkör-tetejű alakzatból áll, melyeket egymásra helyeznek. Gyakoriak a pápai jelvények, a keresztbe tett Szent Péter-kulcsok és a tiara is.
A pajzs túlzsúfolása kisebb mezőkkel szintén nem nagyon jellemző. A színeket, pajzstagolásokat és a címerábrákat is a köznyelvi szavakkal írják le és nem külön szakkifejezésekkel, mint Franciaországban, Angliában vagy Spanyolországban.
A prémek viszonylag ritkán fordulnak elő. Mindössze két prémet különböztetnek meg (ermellino: hermelin és vaio: evet). A heraldikai fémeken kívül két külön nemheraldikus fémet, a vasat (ferro) és az acélt (acciaio) is használják, főként a sisakok színezésére. A legtöbb olasz címermező vörös vagy kék. A fémek valamivel ritkábbak, a bíbor és a zöld nagyon ritka. A fő mesteralakok, mint a pajzsfő, a pólya, a cölöp, a szarufa stb. a leggyakoribbak, de használatuk eltér a francia és az angol heraldikától. A pajzsfő gyakran a politikai hovatartozást jelölte (capo d’Angio: három liliom, a pápapárti Guelf-párt jelvénye; capo dell'Imperio: a császári fekete sas, a császárpárti Ghibellin-párt jelvénye; capo di S. Stefano: ezüst alapon vörös máltai kereszt, a toszkánai Szent István Lovagrend jelvénye, vagy Szt. Péter kulcsai és a pápai tiara).
Az itáliai heraldikát a különleges pajzsformák is jellemzik. A leggyakoribb a csücsköstalpú pajzs („sannitico”) volt, de a legjellegzetesebb a csigaház-pajzsok és a lófejpajzsok használata. A hajadon nők családi címerüket rutapajzson viselik, sisak nélkül, összecsomózott ezüstkötéllel vagy rózsakoszorúval körülvéve. A férjezett asszonyok családi címerüket a házassági címer baloldali pajzsán viselik, az özvegyek címerüket a férjezettekéhez hasonlóan használják, de kikötött szerelemkötéllel, csomók nélkül, két harántkeresztes pálmaággal.
A spanyol heraldikához hasonlóan ritkák a sisakdíszek. Általában az idegen eredetű családoknál fordul elő. A meglevő sisakdíszek viszont nagyon extravagánsak, mint a milánói Sforza és a veronai Dal Verme család címerében.  A sisaktakarót néha dús tolldísz helyettesíti. A sisaktakaró általában kétszínű, a címer fő színét és fémjét ismétli meg. Ezt gyakran rangkoronával használják, mely néha közvetlenül a sisaktakarón nyugszik, sisak nélkül. Ez az elrendezés máshol ismeretlen. A 18. századtól a nemesi cím jelölésére két különböző koronát is használnak ugyanazon címeren, egyet a pajzson és egyet a sisakon. Ezt az elrendezést akkor használják, ha pl. a nemzetség feje a címerviselőnél magasabb címmel rendelkezik. Ilyen esetben a személyi koronát a pajzsra helyezik, a nemzetségfő (családfő) koronáját pedig a sisakra. Ez csak a főnemesi családok gyakorlata. A többiek csak a sisakon viselnek rangkoronát.
A sisakkoszorúk feltűnően keskenyek és gyakran rangkoronával együtt fordulnak elő, ami máshol rendkívül ritka. A sisakviselés nincs különösebben szabályozva, a tornasisakok rácsainak száma nagyon eltérő és nem kötött a sisakfajták használata sem. A gyakorlati címerhasználatban a hercegek és márkik szembenéző tornasisakot viselnek, a grófok, őrgrófok és bárók jobbra fordulót, a köznemesek profilban jobbra fordulót. A patríciusok sisakja profilból ábrázolt acélszínű, arany sisakrostéllyal, a nem nemeseké ugyancsak profilból vasszínű, csukott sisakrostéllyal.
A pajzstartók nagyon ritkák. A pajzsot néha babérág, olajág, tölgyág övezi, vagy a pajzs kétfejű sas mellén nyugszik. A hercegek és fejedelmek címere hermelinbélésű, arany fűrészes szegélyű bíbor (valójában vörös) címerpalástra van helyezve. Sisakjukat az oromdísszel (sisaktakaró, sisakkoszorú és -korona, esetleg sisakdísz) a címersátor tetejére helyezik, ami teljesen ismeretlen eljárás Európában.
Az itáliai heraldika a pajzs tetejére helyezett tornagalléron kívül nem használ semmilyen címerjelet (brisura) a címerviselők nemzedékeinek megkülönböztetésére, az első-, másodszülött stb. fiú jelölésére. Ezek használata csak esetleges és nem alakult olyan egységes rendszerré, mint az angol vagy spanyol heraldikában.
A címersátor a brit heraldika kivételével Európa-szerte a királyi házak jelvénye. Egyes vélemények szerint a „heraldikai sátor” a 14-15. századi hercegek pecsétjein megjelenő ábrákra vezethető vissza, ahol a címerek mögött stilizált szőnyegeket ábrázoltak, melyeket néha kis alakok tartottak. A címersátor tehát a szuverén államhatalom jelvénye, az uralkodói baldachin megfelelője melyet  a trón fölé függesztettek. A külső címerrészek a 16. században váltak az európai hercegek címerének szokványos tartozékaivá. Legpompásabb formájában a címersátor „zászlóvá”  vált, melyet az uralkodói címerek számára tartottak fenn.
Közép-Itália heraldikája szorosan kapcsolódik a pápai hatalomhoz. Sok család, mely a pápától kapta a címerét, pápai jelvényeket (keresztbe tett kulcsokat, tiarát) visel a pajzsán. Azon családok, melyek tagjai közül pápa származott, címerükben arany bazilikáris ernyőt (ombrellino) viselhetnek.
A mai olasz kommunális heraldika és városi címerek egyszerűségükkel tűnnek ki. Gyakori a savoyai (herold-) kereszt, a Savoyai-ház címere. Ennek oka, hogy az ország több tartományra volt széttagolva, melyek azonos jelképeket használtak. A pajzson általában falkorona látható. A nemesi korona a régi privilégiumukat jelképezi.

## Egyesületek
- Collegio Araldico (16 Via Santa Maria dell'Anima, Roma)
- Instituto Italiano di Genealogia e Araldica (Palazzo della Scimmia, 18 via dei Portohesi, Roma)
- Istituto Araldico Genealogico Italiano (alapítva 1993, az Instituto Italiano di Genealogia e Araldica tagjai által)